# 大型多人線上即時戰略遊戲
大型多人線上即時戰略遊戲（Massively multiplayer online real-time strategy），縮寫為MMORTS。

## 相關遊戲
- 破碎銀河系，又稱神影特攻。
- netPanzer
- Savage
- 世紀帝國Online

### 網頁遊戲
- OGame
- FunOrb的杰里诺之军（Armies of Gielinor）

## 相關
- 線上遊戲
- 即時戰略遊戲